# Szekszárd
Szekszárd wymowaⓘ – miasto (ponad 33,7 tys. mieszkańców w I 2011 r.) na południu Węgier położone nad rzeką Sió. Stolica komitatu Tolna.
Tradycyjny ośrodek regionu winiarskiego. Muzea, kąpielisko, zabytkowe piwniczki i tłocznie win. Ślady osadnictwa celtyckiego (grobowce). Do połowy XIX wieku miasto leżało nad brzegiem Dunaju.

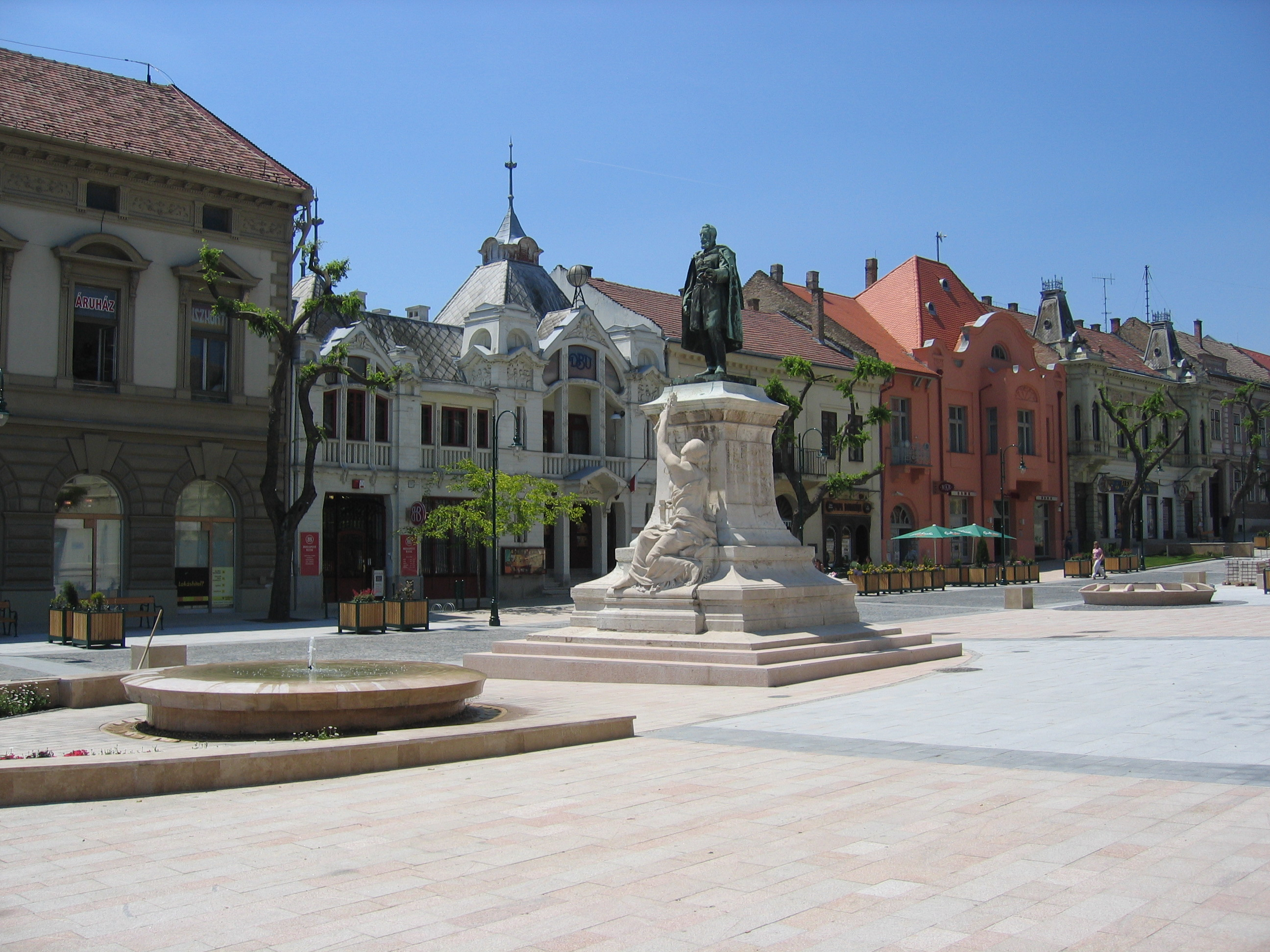
Główny plac miasta

## Historia
Pierwsza wzmianka o mieście pojawiła się w 1015 roku. W 1061 roku zarządzeniem króla Beli I w miejscowości został założony klasztor benedyktyński. Pod koniec XV wieku Szekszárd był już znaczącym miastem, w którym odbywało się pięć dni targowych rocznie. W 1543 roku miał miejsce najazd turecki, podczas którego zniszczony został klasztor; miejscowość opustoszała i utraciła dotychczasowa pozycję. W XVIII wieku miasto ponownie przybrało na znaczeniu stając się siedzibą komitatu, a także otrzymało własny herb. W XIX wieku w Szekszárdzie powstało wiele ważnych budynków m.in.: ratusz, siedziba rady oraz kilka kościołów. W tym czasie miasto liczyło już około 14 tys. mieszkańców.

## Współczesność
W 1994 roku Szekszárd otrzymał status miasta na prawach powiatu. W miejscowości urodził się węgierski poeta Mihály Babits oraz aktorka teatralna i filmowa Eszter Balla. W mieście znajduje się stacja kolejowa.

## Współpraca
Miejscowości partnerskie:
- Aalen, Niemcy
- Bečej, Serbia
- Bezons, Francja
- Bietigheim-Bissingen, Niemcy
- Camagüey, Kuba
- Făget, Rumunia
- Lugoj, Rumunia
- Ostrzyhom, Węgry
- Rawenna, Włochy
- Tornio, Finlandia
- Waregem, Belgia